# Cnicus
Cnicus är ett släkte av korgblommiga växter. Cnicus ingår i familjen korgblommiga växter.
De olika arterna i släktet räknades tidigare som en enda art, Benedikttistel eller Kardbenedikt Benedikttistlarna förekommer i Sydeuropa och Mindre Asien. Den är ettårig, 4 decimeter hög med grenig, upptill ullig stam, lancettlika taggbräddade blad och ensamma toppställda blomkorgar omgivna av torniga högblad. Benedikttisteln odlas som trädgårdsväxt även på andra håll, bland annat i Sverige.

## Användning
Grenspetsarna och bladen innehåller ett bitterämne och har använts som magstärkande medel i beska kryddor och i malörtsdroppar.
Inom folkmedicinen kommer blad och blommor till användning för att
- stimulera produktionen av matsmältningsvätskor,
- motverka anorexia nervosa och aptitlöshet,
- verka som uppiggande tonikum,
- motverka uppkördhet och väderspänningar,
- motverka illamående efter måltid
- verka som medel mot "gallbesvär" av vissa maträtter.[4]

Kladogram enligt Catalogue of Life:
| Cnicus | \| \| Cnicus medius \| \| \| \| \| \| Cnicus pungens \| \| \| \| \| \| Cnicus transsylvanicus \| \| \| \| |
|        | \| \| Cnicus medius \| \| \| \| \| \| Cnicus pungens \| \| \| \| \| \| Cnicus transsylvanicus \| \| \| \| |
|        | Cnicus medius                                                                                             |
|        | |
|        | Cnicus pungens                                                                                            |
|        | |
|        | Cnicus transsylvanicus                                                                                    |
|        | |

## Bildgalleri

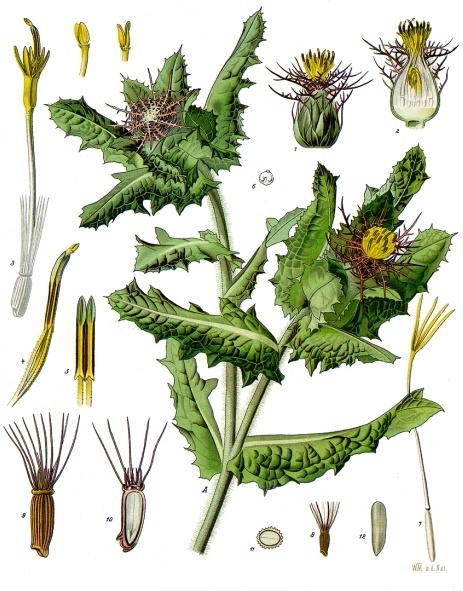
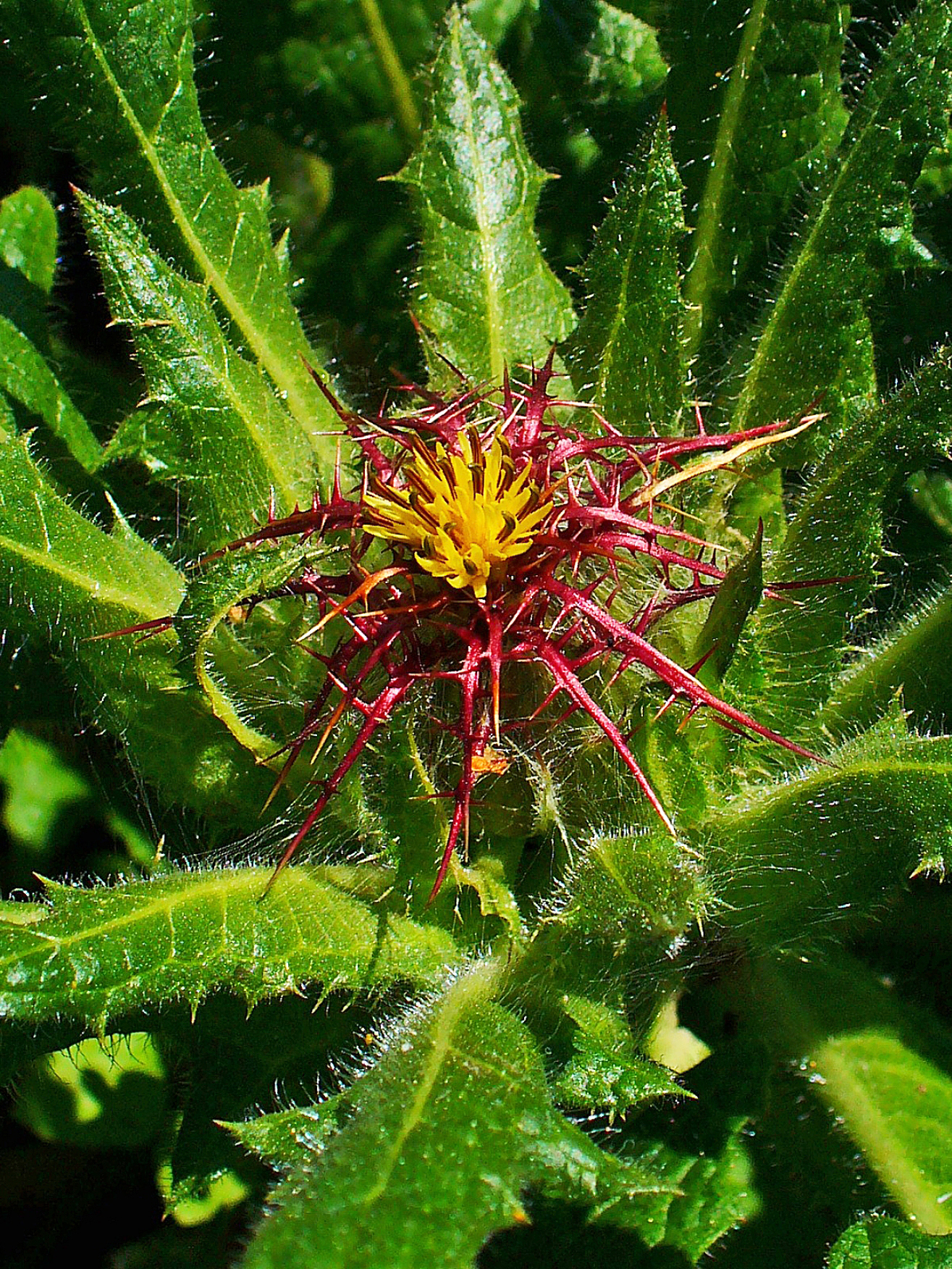
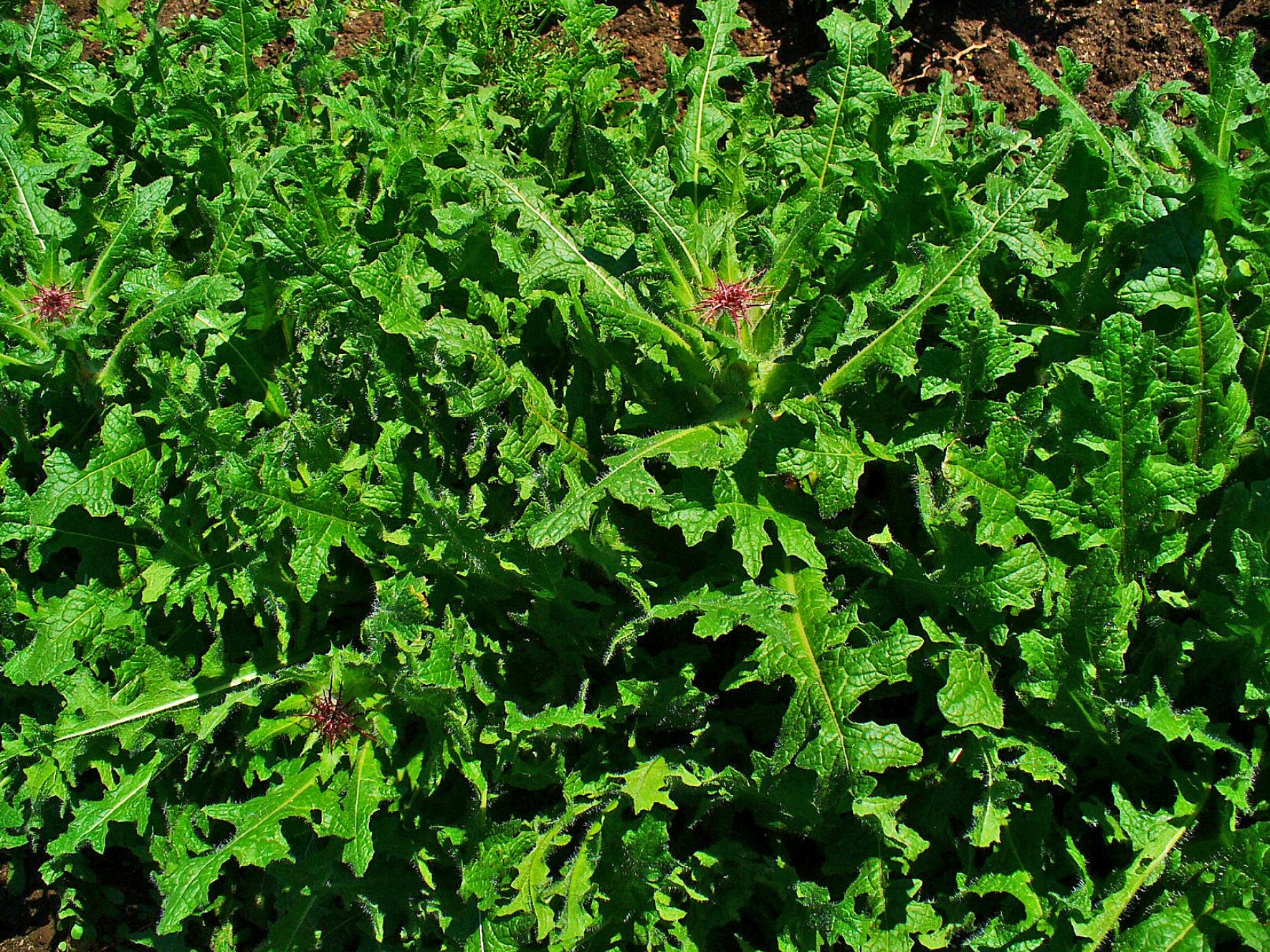
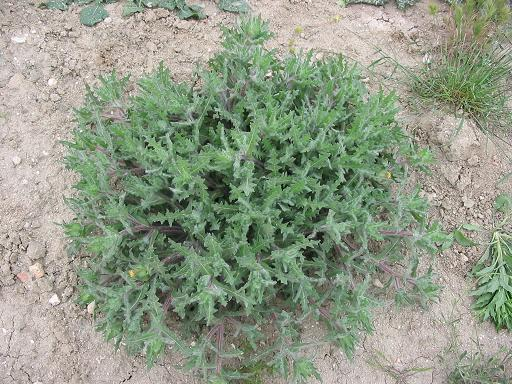
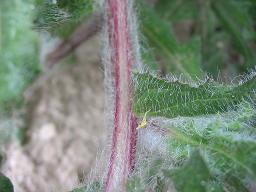
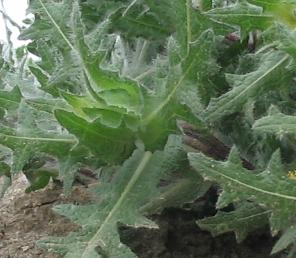